# قناة إسطنبول
قناة إسطنبول (بالتركية: Kanal İstanbul)‏ هو اسم مشروع تركي لممر مائي اصطناعي على مستوى سطح البحر، وخططت له تركيا على الجانب الأوروبي من تركيا، ليصل البحر الأسود ببحر مرمرة، وبالتالي ببحري إيجة والمتوسط. وستشق قناة إسطنبول الجانب الأوروبي من إسطنبول وبذلك ستشكل جزيرة بين قارتي آسيا وأوروبا (الجزيرة سيكون لها شواطئ على البحر الأسود وبحر مرمرة والقناة الجديدة والبسفور). وسيجاور الممر البحري مضيق البسفور.
وهدف قناة إسطنبول هو تخفيف المرور في مضيق إسطنبول. والمتوقع أن تكون سعتها 160 سفينة يوميًا - على غرار الحجم الحالي لحركة المرور عبر مضيق البوسفور، حيث يترك الازدحام المروري السفن واقفة في طوابير لأيام لعبور المضيق. وشكك بعض الخبراء في هذا الهدف، وأن السبب الرئيسي لبناء القناة هو تجاوز اتفاقية مونترو التي تحد من عدد وأطنان سفن الدول غير المطلة على البحر الأسود التي يمكنها الدخول عبر البوسفور. في يناير 2018 أعلن رئيس الوزراء التركي بن علي يلدرم بأن القناة لن تخضع لاتفاقية مونترو. ومن المقرر افتتاح المشروع في 2023 في الذكرى المئوية لإصلاحات أتاتورك.
وأيضًا يتضمن مشروع قناة إسطنبول إنشاء موانئ (محطة حاويات كبيرة في البحر الأسود بالقرب من مطار إسطنبول)، ومراكز لوجستية وجزر اصطناعية لتتكامل مع القناة، وكذلك إنشاء مناطق سكنية جديدة مقاومة للزلازل على طول القناة. سيتم بناء الجزر الاصطناعية بواسطة تربة القناة المحفورة. سيتم أيضًا دمج قطار هالكالي-كابيكوله عالي السرعة ومشاريع قطارات TCDD. من المتوقع أن يتم تمويل القناة من خلال نموذج التشييد والتشغيل ونقل الملكية، ولكن يمكن أيضًا تمويله من خلال شراكة القطاع العام بالخاص. تتوقع الحكومة تحقيق 8 مليارات دولار من العائدات سنويًا من قناة إسطنبول، ويرجع الفضل في ذلك جزئيًا إلى رسوم خدمة العبور. وقد شكك النقاد مثل الدكتور بوراتاف في هذا الرقم وقال إن صافي الإيرادات يمكن أن يكون سالبًا. وتشمل الانتقادات الأخرى الحاجة إلى توجيه الموارد للتركيز على الاستعداد للزلازل ومعالجة القضايا الاقتصادية، والتأثيرات البيئية السلبية المحتملة.

## خلفية تاريخية

### المقترحات المبكرة
تم اقتراح فكرة تلك القناة الرابطة بين البحر الأسود وبحر مرمرة سبع مرات على الأقل في التاريخ. وضع السلطان العثماني سليمان القانوني (1520-1566) المقترح الأول. وقيل أن المهندس المعماري الخاص به معمار سنان قد وضع خططًا للمشروع. ولكن المشروع قد أهمل لأسباب غير معروفة. وفي 6 مارس 1591 في عهد السلطان مراد الثالث صدر فرمان حوله واستأنف العمل في المشروع، ولكن مرة أخرى لأسباب غير معروفة توقف المشروع.
وفي 1654 في عهد السلطان محمد الرابع تم الضغط لاستئناف القناة ولكن دون جدوى. وحاول السلطان مصطفى الثالث (1757-1774) مرتين في 1760 لكن المشروع لم يستطع المضي قدمًا بسبب المشاكل الاقتصادية. في عهد السلطان محمود الثاني (1808-1839) تم إنشاء لجنة سلطانية عثمانية لفحص المشروع مرة أخرى. تم إعداد تقرير في 1813 ولكن لم يتم اتخاذ أي خطوات ملموسة.

### المقترحات الحديثة
تم أخذ وجهة نظر معارضة تمامًا في خطة أتلانتروبا 1920-1952، والتي اقترحت بناء سد لتوليد الطاقة الكهرومائية عبر مضيق جبل طارق، مما يؤدي إلى خفض سطح البحر الأبيض المتوسط بما يصل إلى 200 متر (660 قدمًا). تضمنت هذه الخطة إنشاء سد عبر مضيق الدردنيل لكبح البحر الأسود.
اقترح مستشار وزارة الطاقة يوكسيل أونم مشروع إنشاء مجرى مائي بديل عن مضيق البوسفور في مجلة 1985 الصادرة عن مؤسسة المعايير التركية وفي المجلة العلمية والتقنية لمجلس البحوث العلمية والتكنولوجية في تركيا سنة 1990. وفي سنة 1991 اقترح نصرت أفجي رئيس لجنة البيئة في بلدية مدينة إسطنبول، أنه يمكن إنشاء قناة بطول 23 كم تمر بين سيليفري وكراكاكوي. وأشار إلى أنه يمكن للقناة تخفيف مخاطر المرور البحري والتلوث في مضيق البوسفور.
أخيرًا في 17 يناير 1994 قُبيل الانتخابات المحلية، اقترح زعيم حزب اليسار الديمقراطي (DSP) بولنت أجاويد قناة تربط البحر الأسود ببحر مرمرة.

## المشروع

### الهدف
الغرض المعلن من المشروع هو تقليل الحركة البحرية الكبيرة عبر مضيق البوسفور وتقليل المخاطر والأخطار المرتبطة بشكل خاص بالناقلات. فسنويا يمر حوالي 41 ألف سفينة من جميع الأحجام عبر مضيق إسطنبول، من بينها 8 آلاف ناقلة تحمل 145 مليون طن من النفط الخام. ويزداد الضغط الدولي بزيادة حمولة حركة المرور البحرية عبر المضائق التركية مما يجلب مخاطر على أمن الملاحة البحرية أثناء المرور. يشهد مضيق البوسفور ما يقرب من ثلاثة أضعاف حركة المرور في قناة السويس. لذا ستساعد القناة الجديدة في منع التلوث الناجم عن مرور سفن الشحن أو رسوها في بحر مرمرة أمام المدخل الجنوبي لمضيق البوسفور.
يوضح الجدول التالي الحجم الإجمالي وكمية السفن الكبيرة التي مرت عبر مضيق إسطنبول:
| سنة  | إجمالي الحمولة الكلية | سفن أطول من 200 م |
| ---- | --------------------- | ----------------- |
| 2006 | 475,796,880           | 3,653             |
| 2007 | 484,867,696           | 3,653             |
| 2008 | 513,639,614           | 3,911             |
| 2009 | 514,656,446           | 3,871             |
| 2010 | 505,615,881           | 3,623             |
| 2011 | 523,543,509           | 3,800             |
| 2012 | 550,526,579           | 3,866             |
| 2013 | 551,771,780           | 3,801             |
| 2014 | 582,468,334           | 3,895             |
| 2015 | 565,216,784           | 3,930             |
| 2016 | 565,282,287           | 3,873             |
| 2017 | 599,324,748           | 4,005             |
| 2018 | 613,088,166           | 4,106             |

### التخطيط
في 15 كانون ثاني 2018 تم الإعلان عن مسار المشروع. حيث اختير المسار النهائي لقناة إسطنبول بعد دراسة على خمسة مسارات بديلة. وأعلنت وزارة النقل أن المشروع سيمر عبر بحيرة كوتشوك شكمجة بالقرب من بحر مرمرة. سيمر عبر منطقتي أفجيلار وباشاك شهير قبل وصوله البحر الأسود في منطقة أرناؤوط كوي شمال المدينة. ويمر سبعة كيلومترات من الطريق عبر كوتشوك شكمجة و3.1 كم عبر أفجيلار و6.5 كم تمر عبر باشاك شهير، ويمر الجزء الرئيسي البالغ طوله 28.6 كيلومترًا عبر أرنافوت كوي.
سيبلغ طول الممر المائي 45 كـم (28 ميل) وعمق 20.75 م (68.1 قدم). سيكون عرضه 360 م (1,180 قدم) على السطح و 275 م (902 قدم) في الأسفل.
تم تحديد أكبر أحجام السفن التي يمكن أن تمر عبر القناة بطول 275-350 مترًا وعرض 49 مترًا وغاطس 17 مترًا وغاطسًا علويًا [الإنجليزية] يبلغ 58 مترًا.
|           | قناة إسطنبول | قناة بنما | قناة السويس |
| --------- | ------------ | --------- | ----------- |
| العرض     | 275 م        | 62.5 م    | 205 م       |
| الطول     | 45 كم        | 80 كم     | 193 كم      |
| أقصى شعاع | 77.5 م       | 51.2 م    | 51.2 م      |

### استعدادات المشروع
في 23 سبتمبر 2010 كتب هنكال أولوتش كاتب عمود في صحيفة صباح اليومية، مقالًا بعنوان "مشروع مجنون من رئيس الوزراء" دون ذكر محتوى المشروع. حيث ذكر في هذا المقال ردة فعله على مكالمته مع رئيس الوزراء أردوغان قائلاً: "كان الهاتف في يدي وتجمد. هذا هو أكثر المشاريع جنونًا التي سمعتها عن إسطنبول. لو طلب مني أحد ابتكار آلاف المشاريع، فلن يخطر ببالي هذا المشروع، إنه أمر جنوني. أدى هذا المقال إلى إثارة ضجة حول المشروع وأطلق عليه اسم "مشروع مجنون" (بالتركية: Çılgın Proje).
يبدو أن حكومة حزب العدالة والتنمية (AKP) قد بدأت دراسات سرية حول المشروع في وقت سابق وأنه تم اتخاذ خطوات ملموسة لإحياء هذا المشروع. تم ذكر المشروع من قبل وزير النقل بن علي يلدرم في مايو 2009 في البرلمان. وفي 27 أبريل 2011 أعلن رئيس الوزراء آنذاك رجب طيب أردوغان رسميًا عن مشروع قناة إسطنبول خلال مسيرة حاشدة عقدت في سياق الانتخابات العامة القادمة لسنة 2011.
تم الانتهاء من الدراسات المتعلقة بالمشروع في غضون عامين. تم التخطيط في البداية للقناة لتكون في الخدمة سنة 2023، الذكرى المئوية لتأسيس الجمهورية.
في 22 يناير 2013 أعلنت الحكومة التركية أن الدراسات البحثية حول القناة ستبدأ في مايو 2013. وفي أبريل 2013 بدأت المرحلة الأولى من مشروع قناة إسطنبول والذي يتضمن بناء شبكة جسور وطرق سريعة مختلفة.
بحلول ديسمبر 2019 لم يبدأ البناء بعد. وأشار الرئيس أردوغان إلى أنه سيتم نشر طلب تقديم عطاءات للمشروع في أوائل 2020. وفي الوقت نفسه عارض أكرم إمام أوغلو الذي انتخب رئيساً لبلدية إسطنبول في 2019 من حزب الشعب الجمهوري المعارض المشروع.
في يناير 2020 وافقت وزارة البيئة والتحضر على النسخة النهائية لتقرير تقييم الأثر البيئي (EIA) لمشروع قناة إسطنبول.

### كلفة المشروع
صرح الرئيس التركي رجب طيب أردوغان ومسؤولون في بلدية إسطنبول أن بناء قناة إسطنبول سيكلف 75 مليار ₺. وعرضت الحكومة المركزية نموذج التشييد والتشغيل ونقل الملكية كأفضلية رئيسية، لكنها ستستغل ميزانيتها الوطنية إذا لزم الأمر. سيتم توظيف ما يقرب من 8-10 آلاف شخص خلال مرحلة البناء للمشروع، بينما يتم توظيف 500-800 خلال مرحلة التشغيل.

### الانتقادات
ذكر بعض النقاد أن تركيا تهدف بهذا المشروع إلى تجاوز اتفاقية مونترو بشأن نظام المضائق، من أجل تحقيق قدر أكبر من الحكم الذاتي فيما يتعلق بمرور السفن العسكرية (المحددة في العدد والحمولة والأسلحة) من البحر الأسود إلى بحر مرمرة.
ووصفت ستراتفور في سنة 2013 ميزانية البناء المعلنة البالغة 12 مليار دولار وتاريخ التشغيل الأولي في 2023 بأنها «غير واقعية لمشروع بهذا الحجم».
وعارضت حكومة مدينة إسطنبول والجماعات المحلية المشروع لأنه سيقضي على بحيرة دوروسو، التي تستخدم لخمس مياه الشرب في المدينة، ولأنهم يتوقعون أن يتسبب ذلك في الازدحام مع زيادة السكان المحليين. كما تعرض المشروع لانتقادات لتدمير الأراضي الزراعية والغابات ومسار للمشي، واحتمال تلويث المياه الجوفية بالملح وزيادة الفيضانات. تشمل الانتقادات البيئية الأخرى التغيرات المحتملة في ملوحة بحر مرمرة، مما يؤدي إلى شم رائحة كبريتيد الهيدروجين في إسطنبول. قال مراقبون إن خطة فرض رسوم عبور على ناقلات النفط والغاز غير واقعية طالما أن المرور الحر مضمون عبر مضيق البوسفور. إلى جانب أفراد من العائلة المالكة في قطر قام وزير المالية التركي وصهر الرئيس أردوغان بيرات البيرق بشراء العقارات على طول الطريق، مما يعني أنه سيستفيد شخصيًا من التطوير العقاري الناتج. قال أكرم إمام أوغلو عمدة إسطنبول إنه ينبغي استخدام الموارد المالية المحدودة لإعداد إسطنبول لوقوع زلزال وحل المشكلات الاقتصادية، وأن جميع المباني المعرضة لخطر الزلازل في إسطنبول يمكن إعادة بنائها بميزانية قناة إسطنبول. وفقًا لمسح أجرته مؤسسة MAK في إسطنبول كان 80.4٪ من المستطلعين ضد مشروع قناة إسطنبول بينما أيده 7.9٪ فقط.
في أبريل 2021 ألقي القبض على 10 أميرالات البحرية التركية المتقاعدين بسبب انتقادات علنية لمشروع قناة إسطنبول. وجاءت الاعتقالات بعد يوم من توقيع مجموعة من 104 من كبار مسؤولي البحرية السابقين على رسالة مفتوحة تحذر من أن القناة المقترحة يمكن أن تضر بالأمن التركي من خلال إبطال اتفاقية مونترو بشأن نظام المضائق.